# Byczyna
Byczyna (niem. Pitschen) – miasto w Polsce, w województwie opolskim, w powiecie kluczborskim, siedziba gminy miejsko-wiejskiej Byczyna.
Pod względem historycznym Byczyna położona jest na Dolnym Śląsku jako część dawnego księstwa brzeskiego. W latach 1975–1998 miasto administracyjnie należało do starego woj. opolskiego.
Według danych GUS z 1 stycznia 2024 r. miasto liczyło 3353 mieszkańców.
Gminą partnerską jest gmina związkowa Deidesheim w Niemczech.

## Dane ogólne
Miasto leży na Wysoczyźnie Wieruszowskiej, około 15 km na północ od Kluczborka. Lokalny ośrodek handlowo-usługowy. Drobny przemysł: materiałów budowlanych, drzewny i odzieżowy. Miejsce dorocznych mistrzostw Polski oldboyów w piłce nożnej, plenerów malarskich i turniejów rycerskich.

## Nazwa
Pierwsza wzmianka o miejscowości w formie Byscina pochodzi z 1228 roku. Nazwa była później notowana także w formach Bychina (1268), Bitsina (1283), de Pitschin (1283), Bytschin (1294), circa Biczinam (ok. 1300), Byzina (1312), Bitschin (1331), Bitschin (1449), Pitschen (1460), circa Bitczinam (1488), Pitschen (1587), Biczinensi (1599), Pitschen (1783), Pitschen, Byczyna (1845), Byczyna, niem. Pitschen (1880), Byczyna, Pitschen (1939), Pitschen – Byczyna, -y, byczyński (1946). W roku 1613 śląski regionalista i historyk Mikołaj Henel z Prudnika wymienił miejscowość w swoim dziele o geografii Śląska pt. Silesiographia podając jej łacińską nazwę: Bicina.
Nazwa pochodzi od wyrazu pospolitego byczyna oznaczającego miejsce hodowli i wypasu byków lub od nazwy osobowej Bycza, która pochodzi od wyrazu byk. Nazwa Byczyna została zniemczona jako Bitschin, później Pitschen. Nazwę Pitschen odnotowano po raz pierwszy w dokumencie handlowym książąt Ludwika II i Henryka IX z 31 maja 1400 roku.
W 1945 roku nastąpiło objęcie miasta przez polską administrację. W 1946 roku wprowadzono aktualną nazwę.

### Legenda powstania nazwy miasta

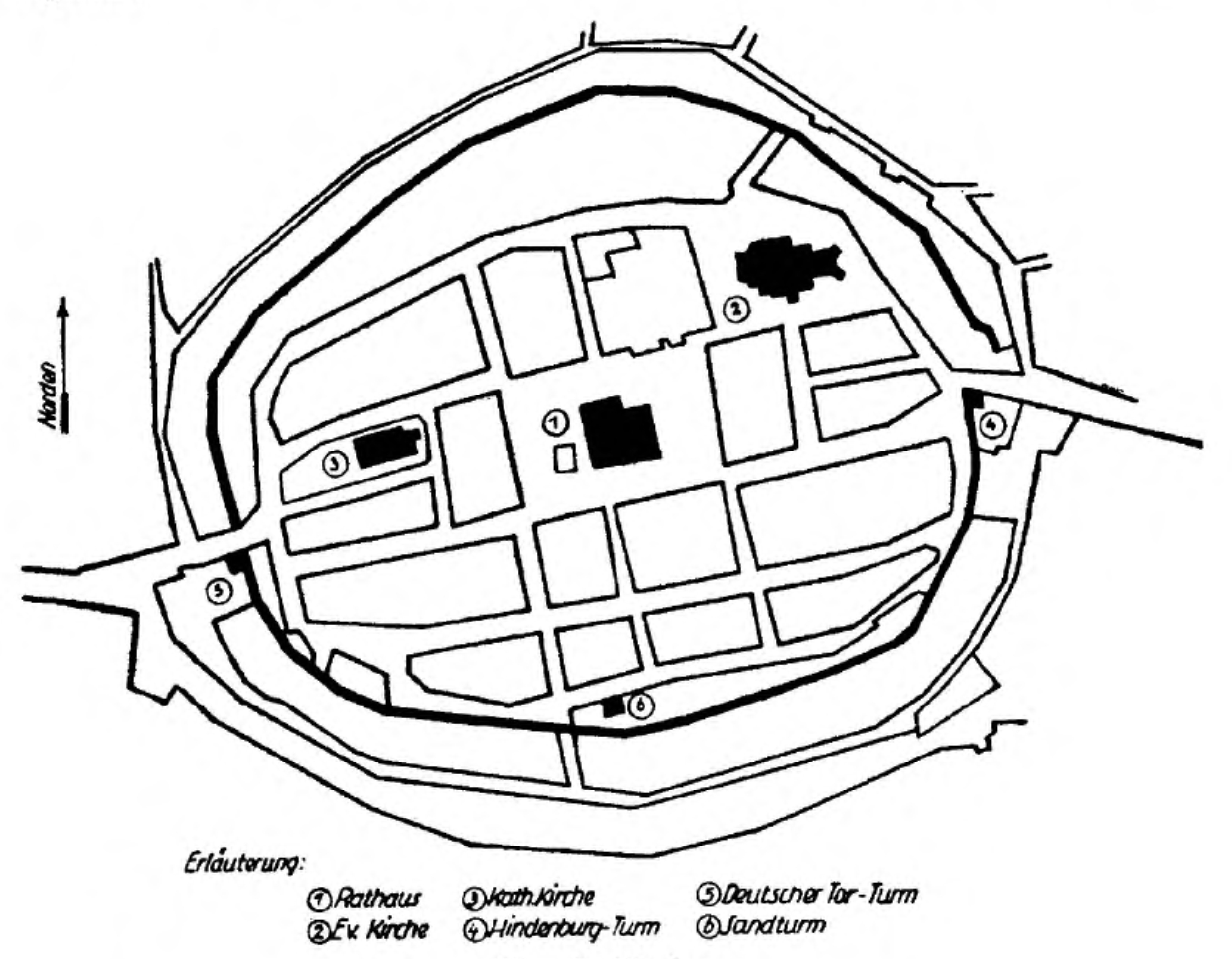
Plan centrum Byczyny (przed 1939)

Jednym z dominujących w okolicy pagórków jest położone na wschód od Byczyny tzw. Wzgórze Krzyżowe, nad którym od niepamiętnych czasów miały krzyżować się drogi handlowe. Legenda głosi, że w miejscu tym, z którego widok rozciąga się na wiele kilometrów, pewnego razu zatrzymali się wędrowcy, podróżujący wraz z dobytkiem. Tutaj czuli się bezpieczni, bowiem dzięki korzystnemu usytuowaniu wzgórza nie mogli być znienacka zaskoczeni przez wroga. Wówczas to byczek ze stada owych wędrowców, grzebiąc racicą w ziemi natrafił na naczynie wypełnione złotymi monetami. Wędrowcy, uznawszy to za dobry i szczęśliwy znak, postanowili się osiedlić w tej okolicy, a założoną osadę nazwać Byczyną. Inna legenda mówi, że w pobliżu Wzgórza Krzyżowego odbywały się wielkie targi mięsem wołowym, które wówczas nazywano bykowiną, i stąd pobliską osadę nazwano Byczyną.

## Historia

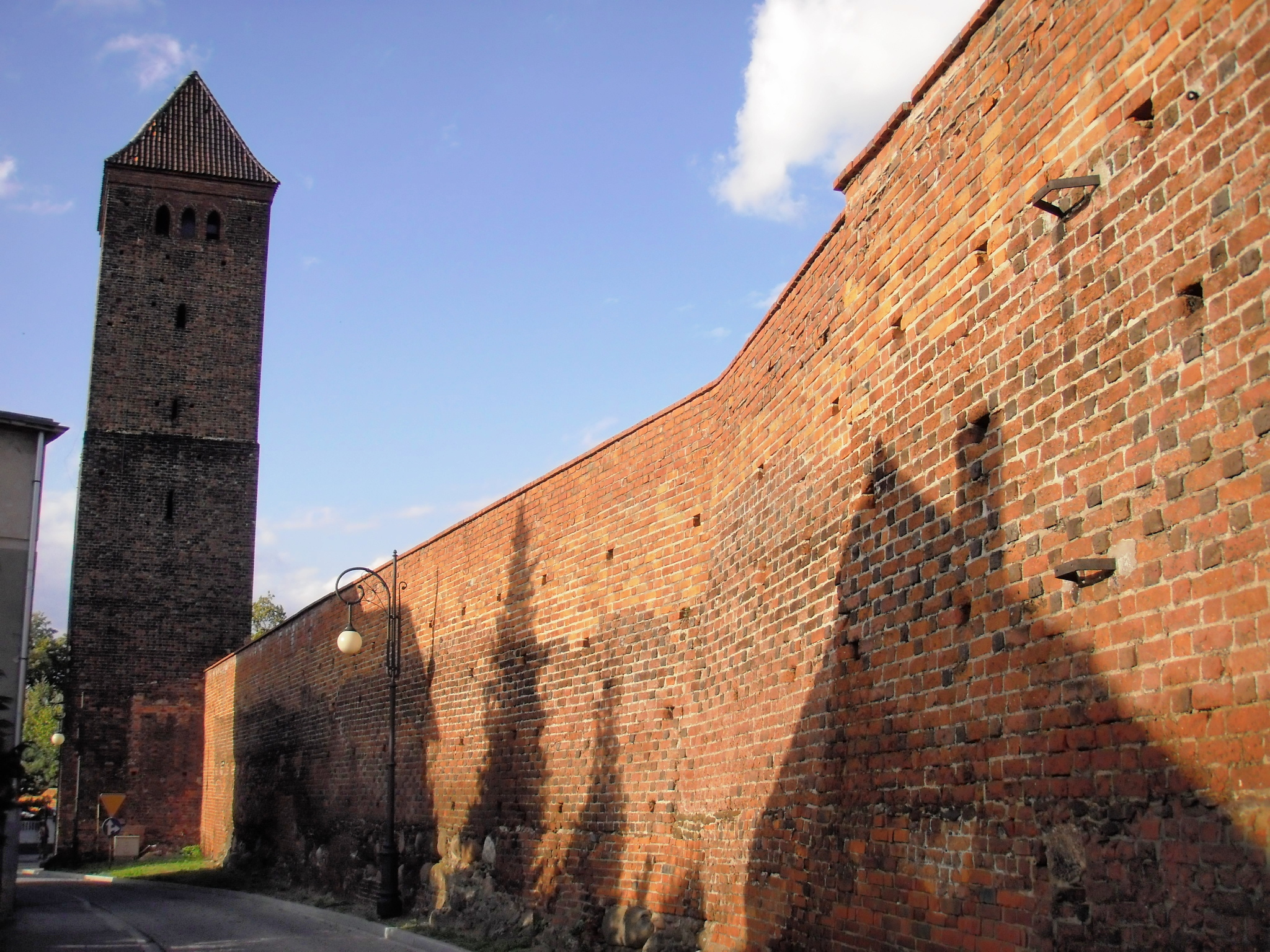
XV-XVI wieczne mury obronne wraz z Wieżą Bramną Wschodnią tzw. Polską, (XV w.)

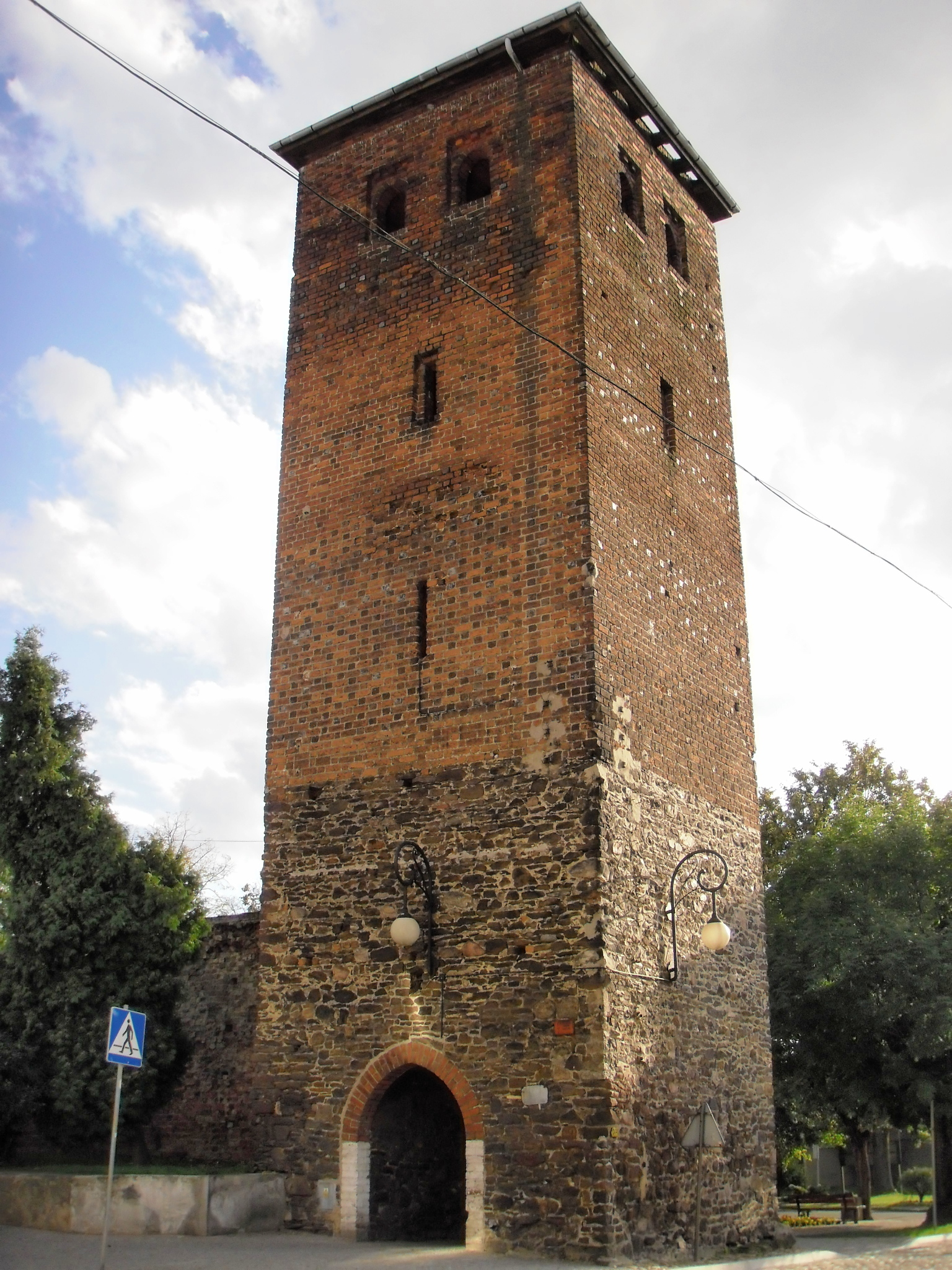
Wieża Bramna Zachodnia tzw. Niemiecka, (XV w.)

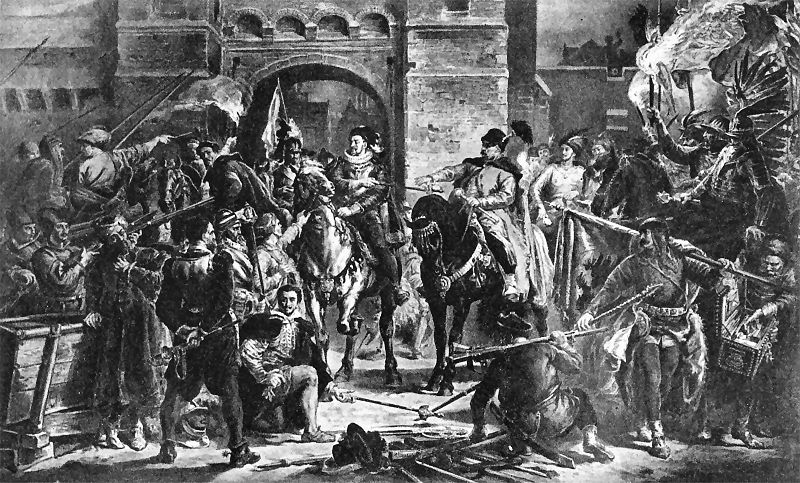
"Zamoyski pod Byczyną" (1884 r.) - Jan Matejko (obraz zaginiony)

Jan Długosz wymieniał Byczynę w swej kronice jako miasto. Dokument biskupa Jana z Pomezanii, z 1433 potwierdza jego lokalizację. Kronikarze potwierdzają wiadomość, że przed 1054 miasto było przejściowo siedzibą biskupa wrocławskiego, gdyż za czasów Mieszka I sufragania biskupia miała znajdować się w Smogorzowie, skąd przeniesiona została do Byczyny, zaś dopiero później do Wrocławia.
Mimo dość licznie zachowanych dokumentów zawierających wzmianki o mieście, data nadania praw miejskich nie jest znana. Według niepewnych danych miał je nadać Henryk I Brodaty w 1228, z tego też roku zachował się dokument sporządzony zapewne na polecenie księcia, zawierający taki oto zapis na temat Byczyny, świadczący, że mogła ona być już wtedy miastem: ... i abyśmy nie musieli ściągać ciężkiej grzywny z kramów i szynków w Byczynie, mianowany opat ustąpił nam część dochodów pochodzących z kościoła w Zarzysku koło Olesna. Przyjmuje się, że Byczyna została lokowana na prawie zachodnim przed 1268.
Pierwotnie miasto należało do Księstwa Wrocławskiego. W 1293 w okresie walk o sukcesję po Henryku IV Probusie, zostało odebrane Henrykowi V Brzuchatemu przez księcia Henryka III głogowskiego. W latach 1341–1348 było we władaniu króla Kazimierza Wielkiego, który w 1356 wraz z Kluczborkiem wymienił je na Księstwo płockie, oddając Byczynę królowi czeskiemu Karolowi IV.
W bitwie pod Byczyną 24 stycznia 1588 wojska Jana Zamoyskiego zwyciężyły armię arcyksięcia austriackiego Maksymiliana, pretendenta do tronu polskiego.
Po śmierci ostatniego księcia legnicko-brzeskiego Jerzego Wilhelma w 1675 r., Byczyna przeszła pod bezpośredni zarząd władców Austrii, a od 1742 znalazła się w granicach Prus. Miasto odgrywało również znaczącą rolę w handlu śląskim, bowiem do 1736 odbywały się tu trzy, a po tej dacie sześć jarmarków rocznie. W spisie z 1771 wymienia się w mieście 268 domów i 1191 mieszkańców. Rozwijało się też rzemiosło, zrzeszone było ono w siedmiu cechach: piekarskim, rzeźniczym, krawieckim, poszewniczym, szewskim, kuśnierskim i kowalsko-ślusarskim.
Byczyna ulegała wielokrotnie pożarom, największe z nich odnotowano w latach: 1407, 1512, 1617, 1655, 1719 i 13 lipca 1757. Klęski miastu niosły też zarazy i wojny. Dotkliwe straty zadali mu husyci w 1430, nie oszczędziły go także wojna trzydziestoletnia, ani II wojna światowa.
Topograficzny opis Górnego Śląska z 1865 roku notuje stosunki ludnościowe w mieście: w 1861 roku w mieście żyło 2128 mieszkańców z czego 1850 osób mówiło po niemiecku, a 278 po polsku. Według spisu powszechnego z 1910 r. 2500 mieszkańców miasta deklarowało jako ojczysty język niemiecki, a 224 polski.
Podczas plebiscytu w marcu 1921, na obszarze miasta z 2211 uprawnionych (w tym 985 niemieckich emigrantów), za Polską głosowało 59, zaś za Niemcami 2103 głosujących (5 głosów było nieważnych).
W 1925 miasto liczyło 2639 mieszkańców, w 1933 zaś 3007 mieszkańców. W okresie międzywojennym działały dwa tartaki, których właścicielami byli Otto Locke i Gustaw Gebauer, browar Dalibor-Bräutmann, oraz niewielki zakład ceramiczny Paula Seifferta. W mieście funkcjonowało ponadto wiele małych warsztatów rzemieślniczych: najwięcej szewskich i krawieckich.
19 stycznia 1945 roku wojska niemieckie zostały wyparte z miasta przez oddziały 56 brygady pancernej i 23 brygady piechoty zmechanizowanej gwardii 7 korpusu pancernego 3 armii pancernej gwardii 1 Frontu Ukraińskiego. W walkach poległo 38 żołnierzy radzieckich. Ku ich czci wzniesiono po wojnie Pomnik Wdzięczności. W 2022 roku z inicjatywy mieszkańców został on zlikwidowany.
Od 1945 miasto należy do Polski. Byczyna jest określana jako jedno z najstarszych miast Śląska.

## Demografia
Według stanu na 31 grudnia 2010 miasto zamieszkiwało 3656 osób, w tym 1890 kobiet i 1766 mężczyzn.

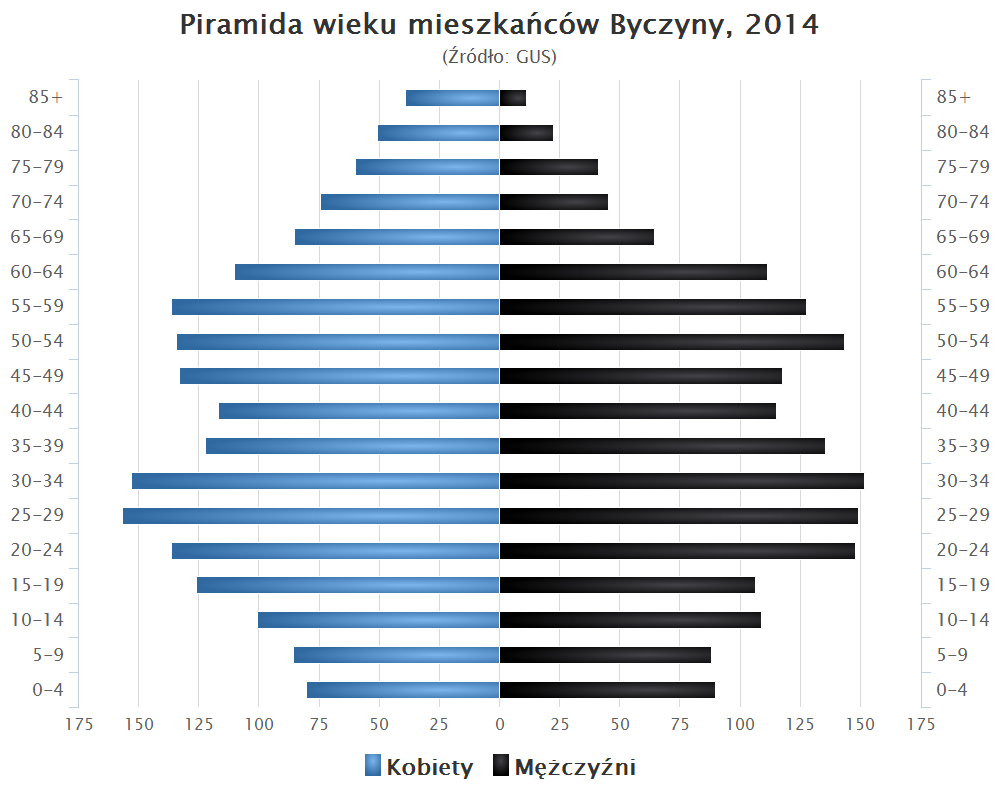
Piramida wieku mieszkańców Byczyny w 2014 roku

## Zabytki

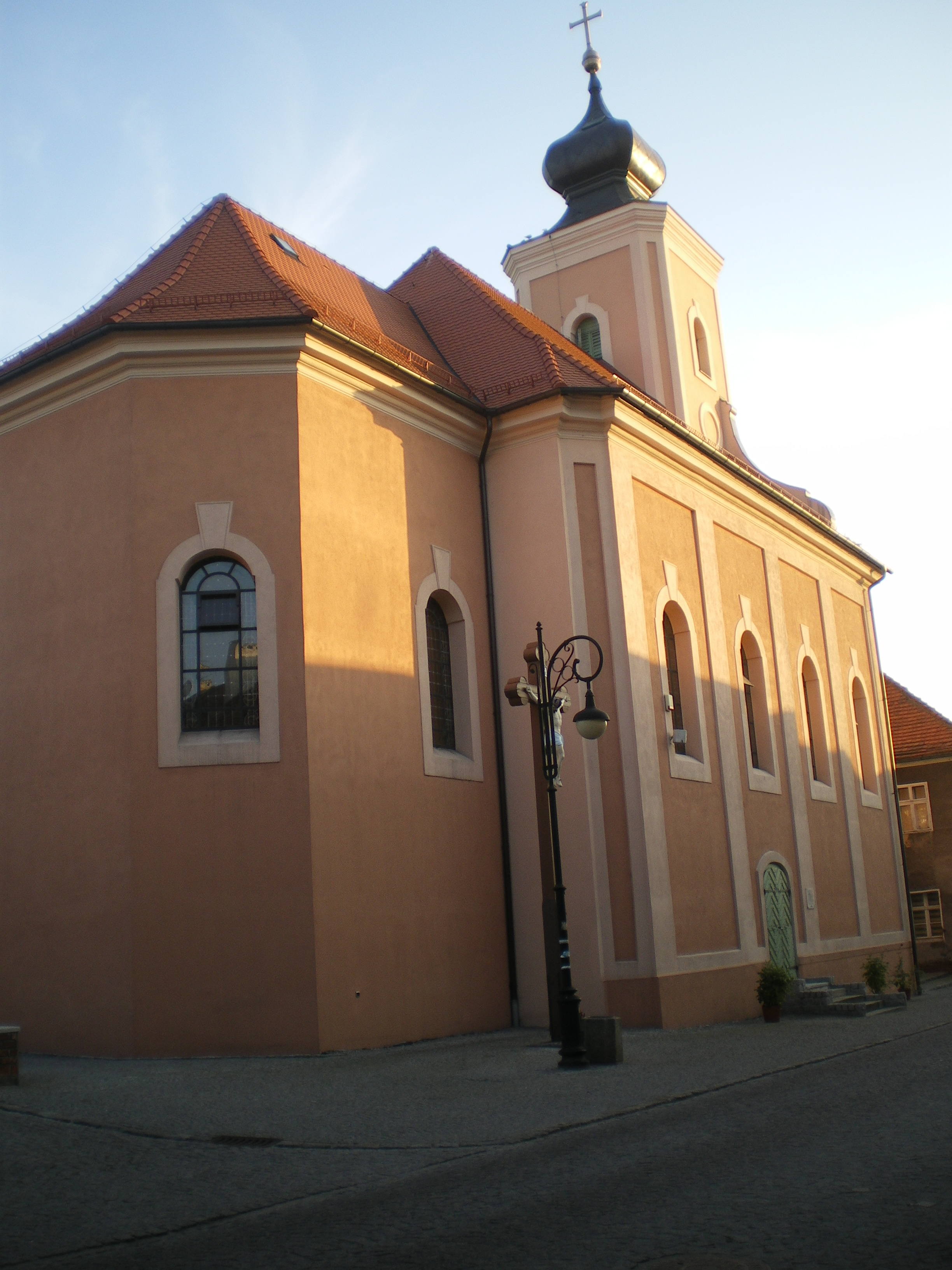
Barokowy kościół par. pw. św. Trójcy z 1767 roku

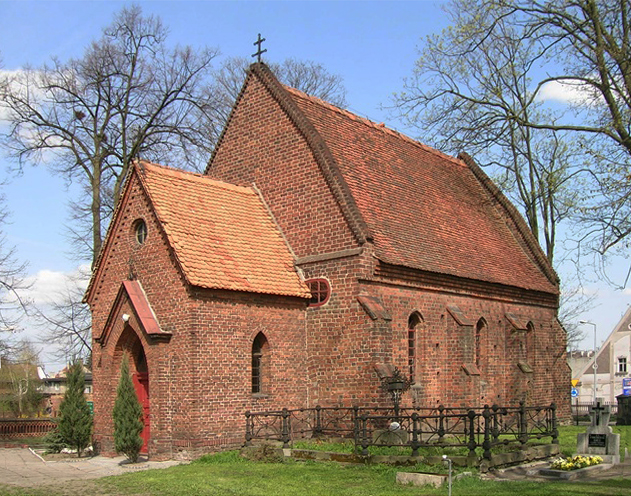
Kaplica cmentarna św. Jadwigi Śląskiej z XIV wieku

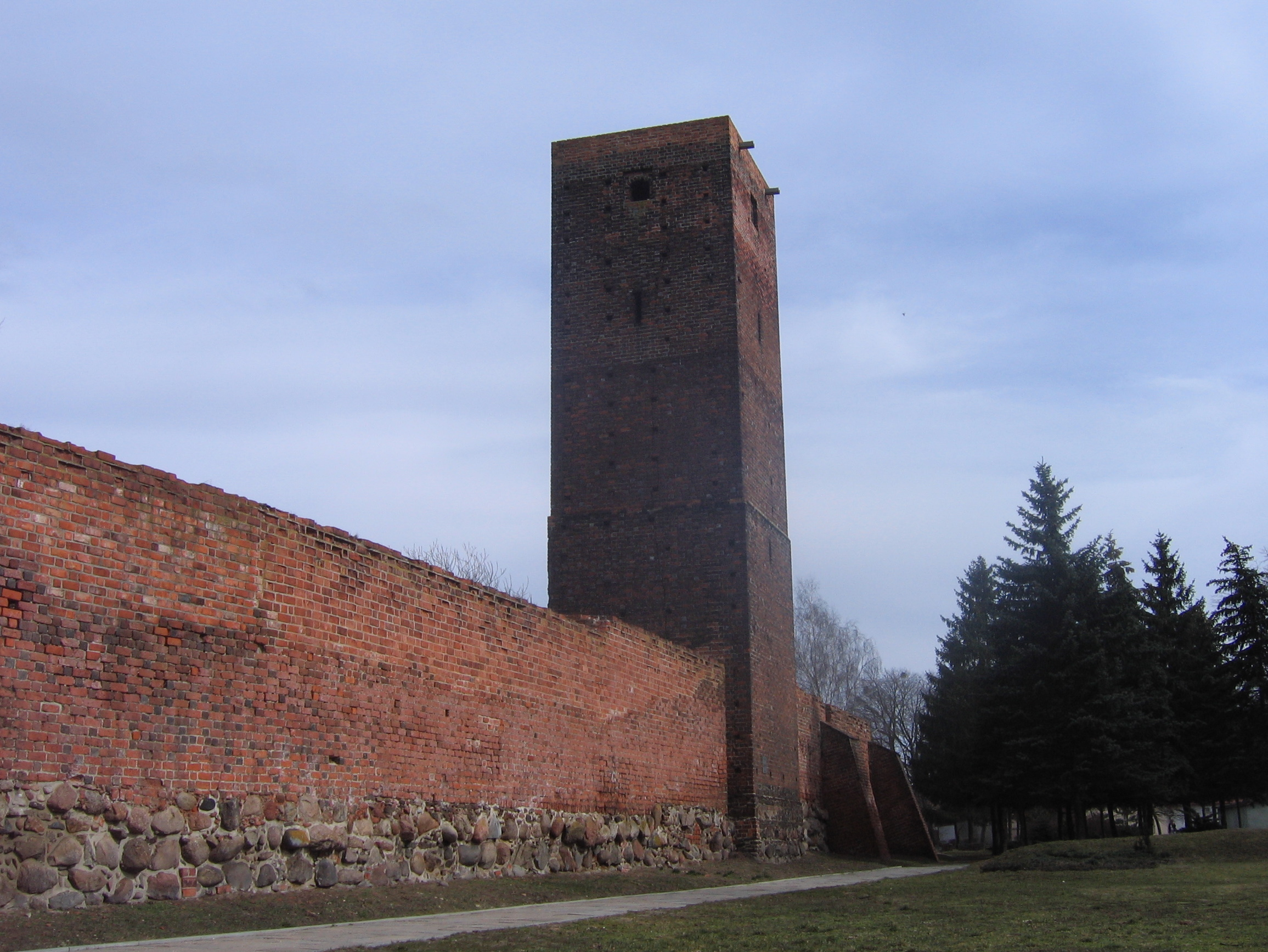
Mury obronne z basztą Południową tzw. Piaskową, (XVI w.)

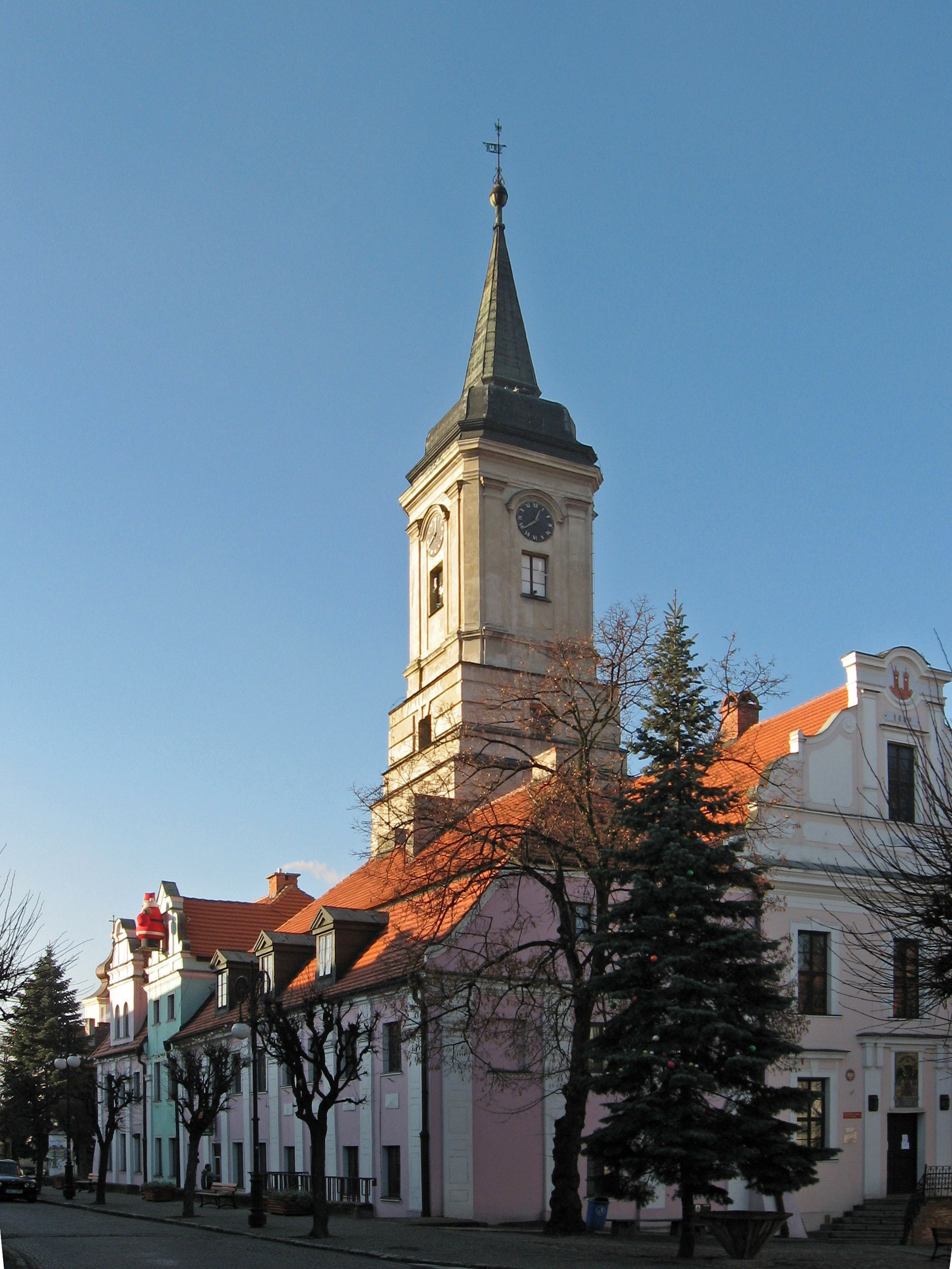
Ratusz

Miasto zachowało wiele ze swego pierwotnego wyglądu, dlatego też jest określane jako jedno z ciekawszych miast województwa opolskiego.
Do wojewódzkiego rejestru zabytków wpisane są:
- zespół urbanistyczny
- kościół pw. Świętej Trójcy, parafialny, w stylu barokowym z 1767 r.,
- kościół ewangelicki św. Mikołaja, k. XIV w. - od czasów probostwa ks. Alberta Opali w XVI wieku ewangelicki, XIV w., styl gotycki, po odnowieniu w 1888 wnętrze utrzymane w stylu neogotyckim; wewnątrz tablica epitafijna pastora Opali i jego rodziny z wizerunkiem chrztu Jezusa w Jordanie
- kaplica cmentarna pw. św. Jadwigi (na cmentarzu komunalnym), w stylu gotyckim z XIV w., przebudowana w XVI-XVII w.
- mogiła ks. Hermana Koellinga, na cmentarzu komunalnym, ul. Kluczborska, 1902 r.
- mogiła Franciszka Lazara, na cmentarzu par., ul. Poznańska, 1969 r.
- park miejski, poł. XIX w.
- mury obronne miasta, średniowieczne, z basztą Piaskową i fosą, XV-XVI w. Byczyna jest jednym z niewielu miast w Polsce w którym średniowieczne mury zachowały się niemal w całości, przypuszczalnie powstały na przełomie XV i XVI w., otaczają one miasto linią owalną, długość obwarowań wynosi 912,5 m., wykonane są z kamienia i cegły, na fundamentach z głazów narzutowych klinowanych piaskowcem, obwarowania składają się z jednego rzędu murów, dwóch wież i baszty, przeciętna wysokość murów wynosi 5,5–6 m., grubość 1,35-1,7 m.
  - brama - wieża Zachodnia tzw. Niemiecka, z XV w. - murowana z kamienia łamanego, wzniesiona przypuszczalnie do pierwotnej wysokości murów, w wyższej partii ceglana, założona na planie kwadratu, nakryta obecnie płaskim dachem, w przyziemiu znajduje się ostrołukowy przejazd przebity w końcu XIX w., ponad nim, w połowie wąskie okienka strzelnicze oraz po dwa w każdej elewacji półkoliście zamknięte okienka umieszczone w prostokątnych niszach, od północy przylegała do wieży brama przejazdowa
  - brama - wieża Wschodnia tzw. Polska, z XV w.
  - baszta Południowa tzw. Piaskowa, XVI w.
  - fosa - obecny kształt fosy pochodzi z 1940, od wielu lat w fosie hodowane są pstrągi, pierwotnie fosa miejska otaczała miasto wzdłuż linii obwarowań, zachowany fragment fosy łączy się z parkiem miejskim
- ratusz wraz z otaczającymi domami – pierwotny ratusz z przełomu XV w. i XVI w., odrestaurowany w stylu barokowo-klasycystycznym w XVIII w. Całkowicie spłonął w 1945, pieczołowicie zrekonstruowany z zachowaniem dawnej stylistyki oddano do użytku 25 stycznia 1968 r. – w 380 rocznicę pokonania arcyksięcia Maksymiliana. Zachowały się oryginalne zabytkowe piwnice i kartusz z 1709.
- dom z oficyną, ul. Długa 5, z poł. XVIII, XX w.
- domy, ul. Długa 6, 12,14, XIX w.
- domy, ul. Kościelna 12 (d. 16), 14 (d. 18), 16 (d. 20), XIX w.
- domy, ul. Krótka 2 (nie istnieje), 4
- dom, ul. 3 Maja 21, XIX w.
- zabytkowe kamienice i domy - przy rynku i przy ulicach starego miasta i jego bliższej zabudowy za murami, szczególnie na ulicach: Rynek, Floriańskiej i Okrężnej:
  - domy, ul. Floriańska 16, 17 (nie istnieje),
  - domy, ul. Floriańska 20, 22
  - domy, ul. Okrężna 1, 2 (nie istnieje), 3, 7, 19, 21, 23, 25, 31, 33, 35, 37, 41, XIX w.
  - domy, Rynek 3 (d. 18), 4 (d. 17), 6 (d. 15), 12 (d. 35), 12a, 13 (I) (d. 33), 13 (II) (d. 34), 14 (d. 32), 15 (d. 31), 16 (d. 30), 18 (d. 28), 20 (d. 24), XVIII w., XIX w.
- dom, ul. Stawowa 16
- dom, pl. Wolności 4 (d. 2)
- spichrz, ob. magazyn, ul. Długa 30, z poł. XIX w.
- spichrz, ul. Wąska 4, XIX w.
- zespół młyński, ul. Polanowicka 5/7/9, pocz. XX w.: młyn, magazyn, silos, dom mieszkalny
- kuźnia, ul. Okrężna 19, XIX w./XX w.

inne zabytki:
- pomnik upamiętniający wiekopomne i ważne wydarzenie - bitwę, nazywaną bitwą pod Byczyną.

## Kultura

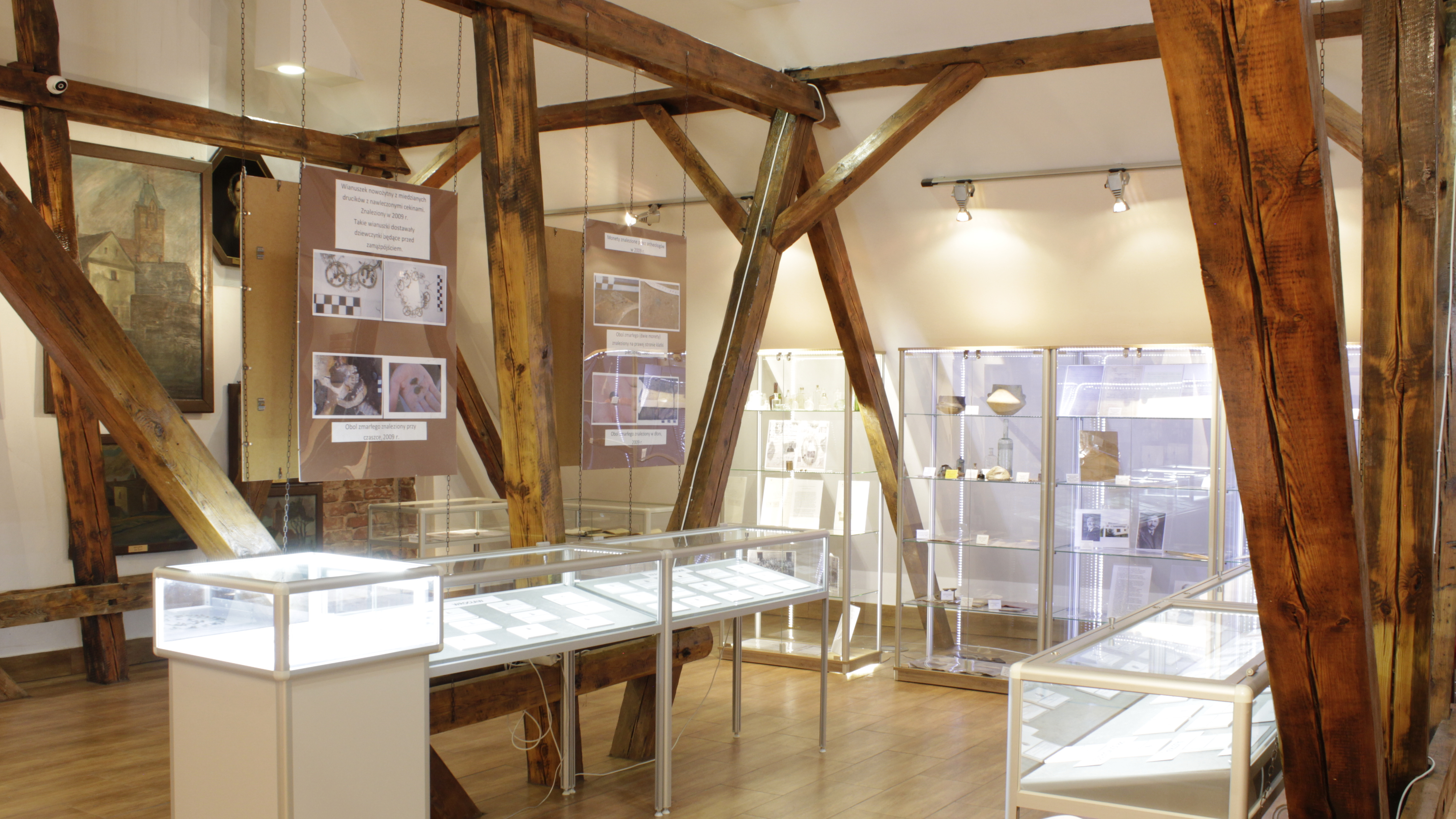
Izba Tradycji w Byczynie

W Urzędzie Miejskim w Byczynie znajduje się Izba Tradycji oraz punkt widokowy, które zostały otwarte 24 stycznia 2011 roku. W Izbie Tradycji gromadzone i udostępniane są dobra kultury z terenu Gminy Byczyna. Wystawy stałe poświęcone zostały m.in. Bitwie pod Byczyną, Janowi Zamojskiemu, lokalnym powstańcom śląskim, Byczynie dawniej i dziś, prowokacji w leśniczówce w pobliskim Kluczowie. Na wystawach możemy zobaczyć również monety z przeprowadzonych badań archeologicznych, medale, odznaczenia, dokumenty i przedmioty przekazane przez lokalnych mieszkańców, obrazy pokazujące dawną Byczynę ale również wykonane przez mieszkańców Gminy.
W sali obrad Rady Miejskiej w Byczynie znajduje się kopia obrazu Jana Matejki „Jan Zamojski pod Byczyną”, który został namalowany przez Stanisława Chomiczewskiego, Daniela Pieluchę i Jana Wołka oraz replika zbroi husarskiej.

## Imprezy

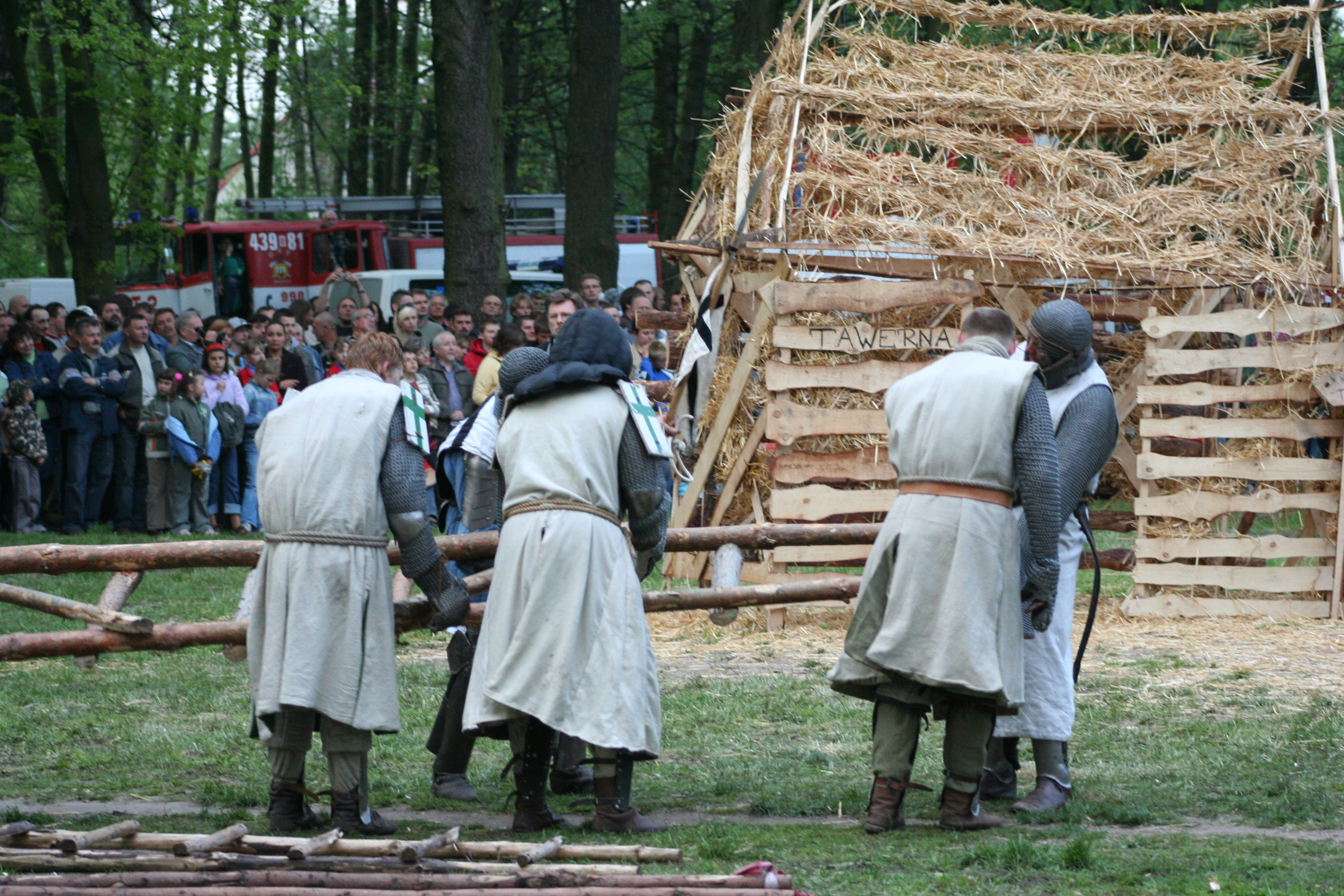
Międzynarodowy Turniej Rycerski, (2007 r.)

Dwukrotnie każdego roku odbywa się w Byczynie Międzynarodowy Turniej Rycerski, przeważnie na początku maja oraz września. We wrześniu 2007 r. towarzyszyło turniejowi otwarcie nowo wybudowanego grodu rycerskiego stylizowanego na średniowieczny Ostrów.
W tym mieście odbywają się zloty piłkarzy-weteranów. Wśród biorących udział w tych imprezach byli m.in.: Kazimierz Górski, Antoni Piechniczek, Grzegorz Lato.
Od 2004 roku w sierpniu odbywa się w Byczynie Konwent Miłośników Fantasy Jaskini Behemota, w ramach którego ma miejsce turniej Areny Heroes of Might and Magic III.
Od 2016 roku w okolicach połowy czerwca w grodzie rycerskim odbywa się festiwal Black Silesia Open Air, nastawiony głównie na podziemie black i death metalowe, ale także i heavy, speed i thrash metal.

## Sport
Klubami sportowymi w mieście są:
- Hetman Byczyna – Liga Okręgowa - Opole
- GUKS Byczyna – tenis stołowy - III liga opolska
- OK Byczyna – karate tradycyjne

## Połączenia drogowe
- w mieście krzyżują się droga krajowa z wojewódzką:
  - DK11: Kołobrzeg – Poznań – Byczyna – Lubliniec – Bytom
  - DW487: Byczyna – Gorzów Śląski – Olesno
- przez miasto przebiega linia kolejowa Poznań – Lubliniec

## Wspólnoty wyznaniowe
Kościół Ewangelicko-Augsburski

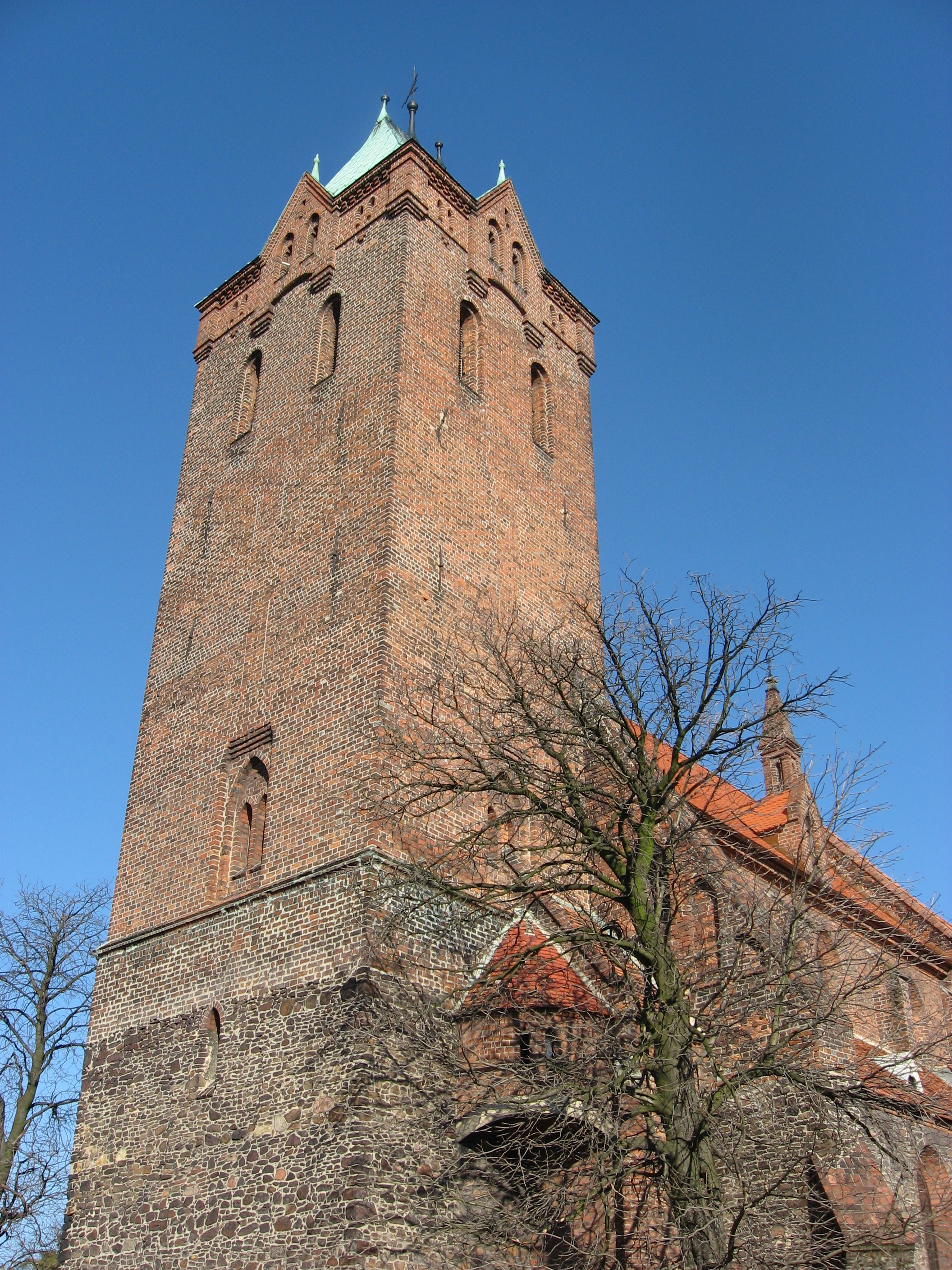
Kościół ewangelicki św. Mikołaja

- parafia jest filią parafii ewangelickiej w Wołczynie, Kościół św. Mikołaja, Plac Wolności 1.

Kościół katolicki
- Parafia rzymskokatolicka Świętej Trójcy, ul. Parkowa 5[24].

Świadkowie Jehowy
- Zbór Kluczbork–Byczyna